# Нимфы
Ни́мфы (др.-греч. νύμφαι, лат. nymphae — невесты) — божества природы в древнегреческой мифологии в виде девушек, олицетворяющих различные живительные и плодоносные силы Земли, природные объекты и явления. Каждая нимфа — это покровительница определённого объекта или явления природы, его душа и воплощение.
Мир нимф в древнегреческой мифологии один из самых обширных: одних только океанид — нимф водных потоков — три тысячи.

## Мифы
По верованиям древних греков нимфы жили в морях, реках, источниках, в гротах, на горах, в рощах и на лугах. Они разделялись на классы в соответствии с тем, какие места населяли. Имели наименования согласно классу и часто собственные имена.
Нимфы гор назывались ореадами и агростинами, нимфы лесов и деревьев — дриадами и гамадриадами, нимфы водных источников — наядами, нимфы моря — нереидами.
Одна из самых известных нимф — горная нимфа Эхо, способная повторять чужие слова; считалось, что это именно её голос мы слышим в горах и пещерах в ответ на свой громкий крик или фразу.
Для древних греков нимфы были одновременно и реальными объектами природы, и прелестными божественными созданиями.
В произведениях древнегреческих поэтов нет восторженных описаний природы, свойственных современной литературе, потому что сама природа для них не была чем-то абстрактным — она имела облик нимф и их голоса. Например, исходя из того, что нимфы рек и ручьёв отвечали за плодородие полей и лугов, за обилие пчел, за рост стад домашних животных, древний грек, выходя за городские ворота, в звучании ручьев, в шуме деревьев, в жужжании пчел и даже в мычании коров слышал голоса именно нимф. Культ нимф был культом природы.

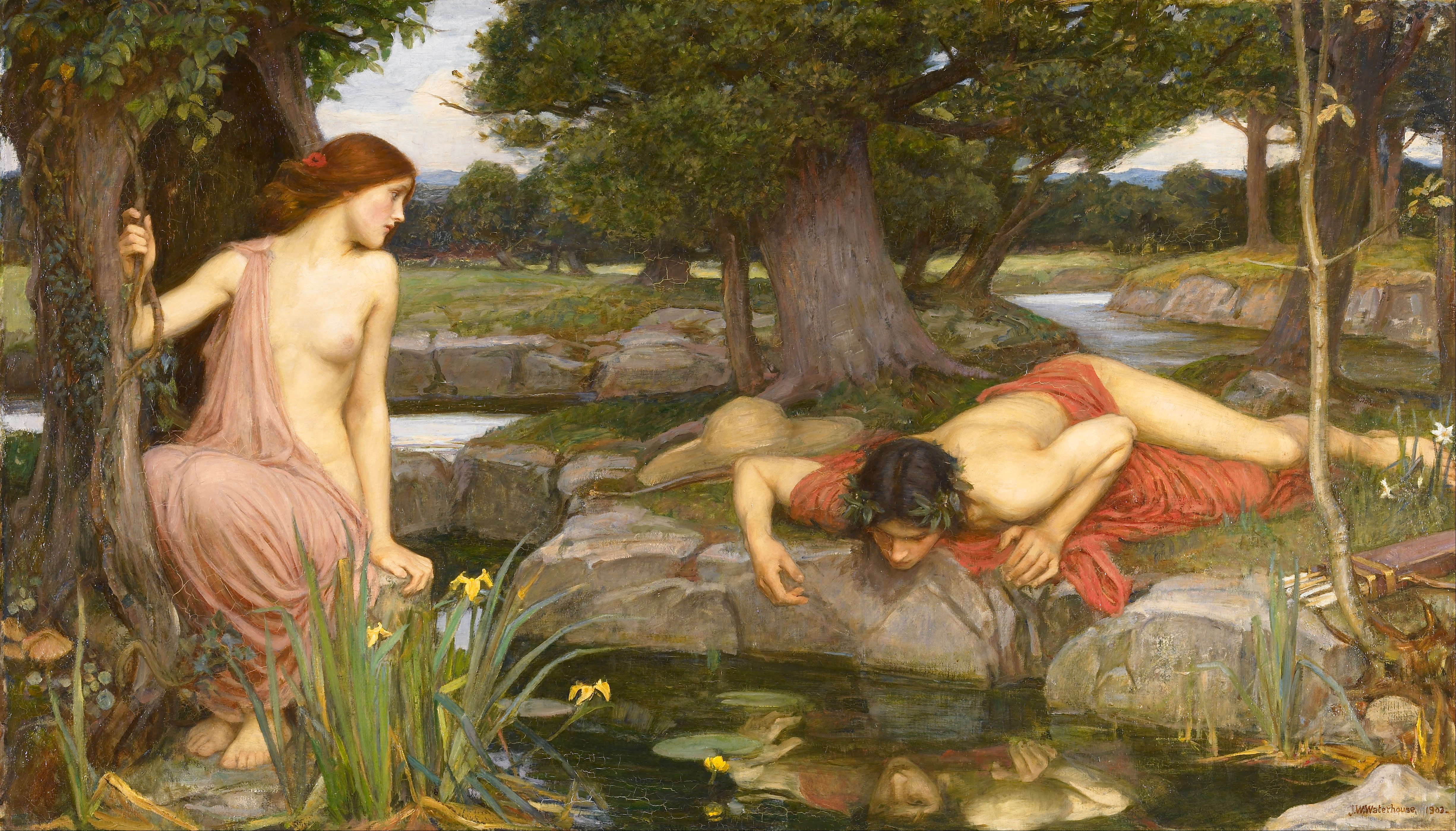
«Эхо и Нарцисс». Д. У. Уотерхаус, 1903. Художественная галерея Уолкера, Ливерпуль, Великобритания

Обычно нимфы были милостивы и благосклонны к человеку. Но могли и наказать тех, кто совершил преступление или не проявил к ним должного уважения. Тогда они насылали безумие и это наказание было страшнее многих других. Но порой в несвязных выкриках и словах безумного его соплеменники находили частички мудрости, что позволяло им рассматривать того как прорицателя, с которым нимфы делятся тайнами о силах и деяниях природы.
Жили нимфы вдали от Олимпа в своих лесах, полях и пещерах, но часто посещали его, будучи вызванными туда кем-либо из Олимпийских богов ради какого-то дела, но чаще для развлечений. Таким образом, нимфы вели как примитивно-бытовой природный образ жизни, так и изысканно-утонченный светский. Обычно всё определялось классом, к которому принадлежала нимфа. Кому-то суждено было охранять луга, леса и болота, а кто-то входил в эскорт Олимпийцев. Нимфы часто вступали в половую связь с Олимпийскими богами, другими божествами, героями, а иногда даже людьми, поэтому они стали родителями многих персонажей древнегреческой мифологии. Большинство половых контактов было кратковременным, но были и долгосрочные союзы. Так, нереида Амфитрита, став женой владыки морей Посейдона, заняла очень высокое положение и почиталась как богиня высокого класса. Аналогично возвысилась океанида Метида — первая супруга самого Зевса, зачавшая от него Афину.
Нимфы — долгоживущие создания, вплоть до бессмертия, хотя есть исключения — дриады — нимфы-покровительницы деревьев, умирающие вместе со своим деревом, а также наяды, нимфы рек, ручьев и озёр, которые умирали, если их водный объект пересыхал.
Часто люди посвящали нимфам гроты и пещеры, делали там святилища. В жертву нимфам приносили коз, телят, молоко, масло, вино.
Изображались нимфы в виде прекрасных обнажённых или полуобнажённых девушек с распущенными волосами, с убором из венков и цветов, иногда в позе танцующих. Ореады часто представлялись сидящими в задумчивости на высокой скале.
Нимфы почитались не только в Древней Греции, но также и в Древнем Риме, хотя и в гораздо меньшей мере, поскольку обожествление природы там было менее выражено. Древнегреческим водным нимфам Наядам соответствуют древнеримские Лимфы — божества пресной воды. В древнем городе Риме имелся специализированный Храм нимф.
Другие нимфы:
- Альсеиды (др.-греч. Άλσηΐδες) — нимфы долин и рощ.
- Лимнады (от греч. λίμνη «озеро, болото» + άδες «группа») — нимфы озёр.
- Напеи (др.-греч. Ναπαῖαι; от νάπη, что значит «лесистая долина») — нимфы лесистых долин, лощин и лесных полян.
- Пегаи — нимфы родников и источников.
- Плеяды (др.-греч. Πλειάδες) — группа из семи нимф-сестёр

В честь нимф назван астероид (875) Нимфея, открытый в 1917 году.